# Pavla Letavajová
Pavla Letavajová (28. srpna 1919 – ???) byla slovenská a československá politička a poúnorová bezpartijní poslankyně Národního shromáždění ČSR.

## Biografie
Ve volbách roku 1954 byla zvolena do Národního shromáždění ve volebním obvodu Šahy-Krupina. Zvolena byla jako bezpartijní poslankyně. V parlamentu setrvala až do konce funkčního období, tedy do voleb roku 1960. K roku 1954 se profesně uvádí jako členka ONV a členka JZD v obci Malinovec.